# Acacia adiantoides
Acacia adiantoides é uma espécie de leguminosa do gênero Acacia, pertencente à família Fabaceae.